# Kate Gulbrandsen
Kate Gulbrandsen, född 6 augusti 1965 i Slemmestad, Buskerud fylke, är en norsk sångerska som tävlade för Norge i Eurovision Song Contest 1987 med niondeplacerade låten "Mitt liv", samt i Yamaha Song Festival 1986 (World Popular Song Festival) i Tokyo med låten "Carnival".
Hennes version av Jørn Hansens "Med gullet for øyet" var officiell låt för paralympiska vinterspelen 1998 i Nagano, Japan.
2004 hade hon countryframgångar på Norsktoppen med två låtar. Bland annat sjöng hon en ny version av Dolly Partons hitlåt "Jolene", som hon 2005 lade på albumet Vi To. Hennes version av "Jolene" tillbringade 11 veckor på Norsktoppen, och blev åttonde mest populära melodi på Norsktoppen 2004.

## Diskografi
Album
- 1987 – The Beauty and the Beast
- 1991 – Sol om natten
- 2005 – Vi To

Singlar
- 1983 – "Denne Natt" / "Flashdance"
- 1984 – "Hjelp meg" / "18 år"
- 1985 – "Første forsøk" / "Kom til mitt party"
- 1987 – "Danger Men Working" / "Fire Of Love"
- 1987 – "Mitt liv" / "The Woman And The Girl"
- 1987 – "Carnival" / "The Woman And The Girl On Me"
- 1988 – "Welcome to Lillihammer" / "Welcome To Lillehammer (Instrumental)" (som "Kate and the Olympic Children")
- 1989 – "Nærhet" / "Nærhet"
- 1991 – "Så God Når Du Smiler" / "Nærhet"
- 1998 – "Med gullet for øyet" (maxi-singel, Team Paralympics & Kate Gulbrandsen)
- 2004 – "Mister deg (Losing You)" / "Jolene"
- 2004 – "La meg bli der"